# AMPA型グルタミン酸受容体
AMPA型グルタミン酸受容体（－がたーさんじゅようたい）はグルタミン酸受容体の一種。人工アミノ酸であるAMPA(α-アミノ-3-ヒドロキシ-5-メソオキサゾール-4-プロピオン酸)を選択的に受容することから名づけられた。中枢神経系に広く分布し、記憶や学習に大きく関与する。他の主要なグルタミン酸受容体であるNMDA受容体が通常不活性の性質を持つため、中枢神経系におけるグルタミン酸性の興奮性シナプス伝達は、普段主にこの受容体によって行われているといえる。

## 概要
リガンドであるグルタミン酸を受容することで、陽イオンを透過させる、イオンチャネル共役型受容体である。透過させるイオンは主としてナトリウムイオンであるが、さほど選択性は強くなく、カリウムイオンも透過させ、またサブユニット構成によってはカルシウムイオンも透過させる(後述)。

## 構造
GluR1, GluR2, GluR3, GluR4の4つのサブユニットがクローニングされており、これらが集まった4量体をなす。サブユニットの組み合わせについてはまだ議論の余地があり定説はないが、GluR1やGluR4のホモ4量体、GluR1/2やGluR2/3のヘテロ2量体同士が結合した2×2量体などが報告されている。
それぞれのGluRサブユニットには一つずつリガンドを受容する部位があり、よって全てのAMPA受容体は4つのリガンド受容部位を持つ。このうち、2つ以上にリガンドが結合する事でイオンチャネル部位が開くとされている。
GluR2は他の3つに比べて特徴的な性質を持つ。それは、1) GluR2を含む受容体はカルシウム非透過性になること、2) GluR2を含むと、整流性を失い、オームの法則におおむね従うことである。こういったGluR2の特徴的性質に関しては、次の項目で詳述する。
なお、GluR4は胎生期から幼若期にのみ発現すると考えられている。

## GluR2 サブユニット
GluR2は他の3つのサブユニットに比べ、いくつかの大変特徴的な性質を持つ。この項目ではその性質について述べる。

### カルシウム透過性
まず第一に、通常AMPA受容体はカルシウム透過性であるにもかかわらず、GluR2を含む受容体（GluR1/2や2/3といった組み合わせ）はカルシウム非透過性になることである。逆に言えば、GluR2サブユニットを含まないAMPA受容体はカルシウム透過性であるということが言える。これは、GluR2のサブユニットを構成するアミノ酸のうち、イオンチャネルの振る舞いに大きく関与すると考えられているM2ドメイン(第二疎水性部分)のあるアミノ酸が、他のサブユニットでは中性アミノ酸のグルタミン(Q)であるのに対し、GluR2サブユニットだけは陽電荷を持つアルギニン(R)になっていることが原因である。このため、GluR2サブユニットを含むAMPA受容体は、カルシウムイオンを透過することが出来なくなる。

### Q/R調節
さらに興味深いことに、GluR2も他のGluR1, 3, 4同様、DNAに書かれた当該部分の指定アミノ酸はグルタミンなのである。つまり、グルタミンが指定されているにもかかわらず、タンパクレベルではアルギニンとして発現しているということである。これは一般にRNA編集あるいは転写後調節(post-transcriptional modification または 転写後編集; post-transcriptional editing)等と呼ばれる現象であり、このGluR2の現象に限ってはQ/R調節(Q/R editing)と呼ばれる。
具体的にはGluR2をコードするmRNA上の当該部位のグルタミンを指定するコドンの2つ目の塩基であるアデニンがアデニンデアミナーゼによって脱アミノされてイノシンに変えられてしまい、そのためtRNAがこの部分をグアニンと読み違えてしまうことに起因している。
哺乳類の中枢神経系においてはほとんどのGluR2サブユニットがQ/R調節を受けているとされているが、若干ながら未編集のGluR2も存在するという説もある。なお、このQ/Rサイトを強制的にグルタミンに戻してやったGluR2サブユニットは、カルシウム透過性を持つことが知られている。

### 電流-電圧特性

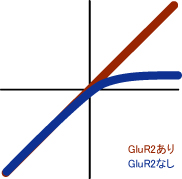
AMPA受容体のI-Vプロットのイメージ

GluR2を持つ受容体の他の相違点としては、比較的オームの法則に従った、線形の電流-電圧特性を持つことがあげられる。他のサブユニットのみで構成されるAMPA受容体は、膜電位が負の状態ではオームの法則に従うが、正の状態ではほとんど電流を流さない、内向きの整流性を持つことが知られている(右図参照)。これは、膜電位が正のとき、GluR1,3,4の各サブユニットは細胞内ポリアミンによる阻害を受けているためである。

## アンタゴニスト
かつてはアンタゴニストとしてCNQXやDNQXが良く使われていたが、これらはカイニン酸受容体も阻害するため、より選択的なアンタゴニストとして近年NBQXが良く用いられる。また、GluR2を欠く受容体に特異的なアンタゴニストとして、フィランソトキシン433(Philanthotoxin 433)やジョロウグモトキシンが知られている。AMPA型グルタミン受容体非競合型拮抗薬としてペランパネルが開発され抗てんかん薬として用いられている。